# 救贖主教堂

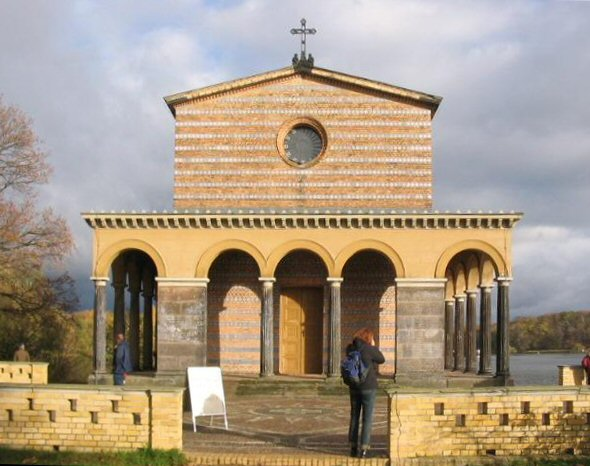

救贖主教堂（德語：Heilandskirche am Port von Sacrow）是位於德國波茨坦的一座教堂。教堂修建於1844年，設計者是腓特烈·威廉四世。教堂建築為一座羅馬復興式建築，作為波茨坦和柏林的宮殿和公園建築群的一部分被列入世界文化遺產。